# Brouwerij Christiaens (Gent)
De Brouwerij Christiaens is een voormalige brouwerij in de Belgische stad Gent en was actief van 1890 tot  1912.

## Bieren[1]
- Porter Belge